# Zosima (biskup koptyjski)
Zosima (ur. 24 października 1970) – duchowny Koptyjskiego Kościoła Ortodoksyjnego, od 2013 biskup Atfih.

## Życiorys
20 grudnia 2000 złożył śluby zakonne. Święcenia kapłańskie przyjął 14 lutego 2009. Sakrę biskupią otrzymał 10 marca 2013.